# Vere Harmsworth (3e vicomte Rothermere)
Vere Harold Esmond Harmsworth, 3e vicomte Rothermere (27 avril 1925 - 1er septembre 1998), connu sous le nom de Vere Harmsworth jusqu'en 1978, est un magnat de la presse britannique, contrôlant de grands titres au Royaume-Uni et aux États-Unis.

## Biographie
Rothermere devient président d'Associated Newspapers en 1970, succédant à son père Esmond Harmsworth (2e vicomte Rothermere), atteint de la maladie d'Alzheimer. Il est responsable de la relance du Daily Mail comme tabloïd, après quoi sa diffusion a considérablement augmenté sous l'éditeur David English (en). Il peut également être considéré comme le fondateur de The Mail on Sunday. Après la mort de son père en 1978, il est également président de la société mère Daily Mail and General Trust (DMGT), qu'il réorganise.
David English lui succède à la présidence d'Associated Newspapers (mais pas de l'ANH ou des sociétés mères) en 1992. À la mort d'English à la mi-1998, Rothermere reprend la présidence d'Associated Newspapers et remplace son protégé à la présidence du Commonwealth Press Union, avant de mourir lui-même quelques mois plus tard, toujours président de DMGT, après avoir été frappé d'une crise cardiaque en mangeant avec son fils (et successeur) Jonathan Harmsworth (4e vicomte Rothermere) (en).
Il est membre du Conseil fondateur du Rothermere American Institute, qu'il aide à établir aux côtés de sa sœur Lady Cromer et Vyvyan Harmsworth.
Les journaux de Harmsworth ont soutenu le gouvernement Thatcher, mais après la victoire écrasante de Tony Blair aux élections générales, il fait défection au Parti travailliste .

## Famille
Le 21 mars 1957, Rothermere épouse l'actrice Patricia Brooks  et ont trois enfants : 
- Geraldine Theodora Gabriel Harmsworth (née le 25 juillet 1957)
- Camilla Patricia Caroline Harmsworth (née le 28 juillet 1964)
- Harold Jonathan Esmond Vere Harmsworth, 4e vicomte Rothermere (né le 3 décembre 1967)

Après la mort de sa première femme le 12 août 1992, Rothermere épousé sa petite amie de longue date, Maiko Jeong Shun Lee, en 1993.